# ФК Пелагићево
ФК Пелагићево је основан 27. јула 1958. године у посавском мјесту Пелагићево. 

## Историја клуба
Прву фудбалску лопту у Пелагићево донио је Душан Стојановић, учитељ у селу, почетком 30-их година 20. вијека. Према казивањима старијих мјештана овог посавског мјеста, прва фудбалска утакмица одиграна је 1938. године и то у засеоку Драгићи, тачније на њиви Јове Драгића. Тада су младићи из Пелагићева одиграли прву фудбалску утакмицу са сусједним Обудовцем и славили са 6:1. Током те године, одиграна је још једна утакмица, са сусједним селом Трамошница, гдје су Пелагићевљани поражени са 3:0.
Прва утакмица одиграна је са сусједним Обудовцу, а резултат је био 6:1 за Пелагићево. На тој првој утакмици наступили су за Пелагићево: Цвјетко Драгић - Шпиркан, Панто Марјановић, Саво Ристић, Марко Радуловић, Перо Ристић, Симо Радуловић, Драган Стојановић, Цвијо Драгић, Игњат Каштеровић, Перо Давидовић и Јово Сајловић.
Остало је у сјећању једна анегдота везана за овај сусрет. Симо Радуловић-Симакић, тог дана, када је заказана утакмица, кренуо је рано ујутро пјешке у Брчко, да купи фудбалску лопту. Сачекао је власника дућана да стигне, али на његову жалост, у Брчког, тог дана није било лопти за купити. Међутим, лопта се морала набавити, јер се неће утакмица одиграти, па је Симо опет пјешке кренуо из Брчког до Шамца, гдје је напокон нашао и купио фудбалску лопту. Успио је стићи на почетак утакмице, донијети лопту и одиграти фудбалску утакмицу, иако је током дана препјешачио преко 100 километара.
Након тога, играло се углавном за веће празнике, а након Другог свјетског рата услиједили су бројни турнири, да би тек 1958. године заживјела идеја формирања фудбалског клуба.
Тада је Спасоје Савкић, мјештанин Пелагићева, који је живио и играо фудбал у Сомбору, по повратку у родно мјесто са групом младића одлучио да оснује фудбалски клуб. Онда је у Пелагићеву, за 27. јули 1958. године, за Дан устанка БиХ, одржана фудбалска утакмица између Звијезде из Градачца и Олимпије из Осијека, што је била увертира за формирање клуба. Иницијатори формирања клуба, уз помоћ Мјесне заједнице у тадашњем Горњем Жабару, данашњем Пелагићеву, основаше ФК „Нова младост“. Фудбалери тог клуба углавном су били средњошколци, а прву генерацију фудбалера чинили су: Спасоје Томанић, Марко Сајловић, Панто Летић, Владо Шаркановић, Стојан Станковић-Белин, Ранко Радојковић, Војо Стојшић, Душан Лазаревић, Јовура Стојчевић, Мирко Радуловић…
У управи клуба су били: Спасоје Савкић, Милан Бркић, Нико Акшамовић, Војко Сајловић, Михајло Ивановић, Нико Танасић, Марко Бркић…
Клуб је егзистирао до 1962. године, када су средњошколци кренули на факултете, те се нису могли више посветити фудбалу, па је клуб привремено угашен. У наредне три године, у Пелагићеву, клуб није био активан. Од 1965. године поново је група младића, фудбалских ентузијаста покренула рад клуба, овога пута под именом ФК „Младост“ Пелагићево. У тој генерацији су били: Нико Савкић, Јово Сајловић, Милан Бабић, Небојша Марјановић, Перо Јерковић, Симо Давидовић, Цвјетко Давидовић, Ђоко Петрушић, Миливоје Живковић, Јово Смиљић… Од тада, до данашњих дана, клуб је активан и током своје историје мијењао је име у ОФК „Пелагићево“, да би у 80-им годинама добио садашњи назив ФК „Пелагићево“.
Након завршетка 2009/10. сезоне у Другој лиги РС, група "запад", управа клуба је дала оставку и долазе нови људи, који у сарадњи са Општином Пелагићево, одлучују да не могу играти у друголигашкој конкуренцији због недостатка финансија, да би, на крају, одлуком Фудбалског савеза РС, били избачени у најнижи ранг, Пету лигу - Међуопштинску лигу Шамац. Након четири тешке сезоне, клуб је успио да обезбједи пласман у виши ранг.
Пионирска селекција клуба је играла најјачу лигу у Републици Српској,  у својој категорији - Омладинска квалитетна лига пионира ФСРС, у сезонама 2020/21. и 2021/22.

## Спортски успјеси
Фудбалери Пелагићева највеће успјехе остварили су након завршетка рата. У сезони 1999/2000. години, фудбалери су освојили су прво мјесто у Четвртој лиги ФС подручја Семберије, Мајевице и Бирча и тако обезбиједили пласман у виши ранг. Клуб је постао првак Треће лиге ФС ПОР Добој у сезони 2003/04. и тако обезбиједио пласман у Другу лигу РС. Три сезоне су црвено-бијели били у друголигашкој конкуренцији. 
Прве такмичарске сезоне, 2004/05. године, у Другој лиги РС, група „центар“, Пелагићево је заузело 9. мјесто од 16 екипа, што је и најбољи пласман у друголигашкој конкуренцији. Потом слиједе двије, веома тешке сезоне, у којима је вођена жестока борба за опстанак.
Освајањем фудбалског купа на територији ОФС Шамац 2007. године, обезбијеђен је пласман међу 32 најбоље екипе у РС, у оквиру Купа РС, па је Пелагићево, у јесењем дијелу сезоне 2008/09, играло у шеснаестини финала Купа РС са екипом Власенице.
Након супериорне такмичарске 2009/10 сезоне, освојено је 1. мјесто у Регионалној лиги РС, група „центар“, чиме се Пелагићевљани поново враћању међу друголигаше, овога пута у Другу лигу РС, група „запад“. Фудбалери Пелагићева освајају 10. мјесто. 